# Târgoviște
Târgoviște, Tîrgoviște – miasto w Rumunii położone nad rzeką Jałomica, stolica okręgu Dymbowica, historyczna stolica Wołoszczyzny. W 2021 roku liczyło 65 752 mieszkańców. 
W mieście znajduje się stacja kolejowa Târgoviște.
W mieście rozwinął się przemysł maszynowy, spożywczy oraz drzewny.

## Historia
W czasie panowania Mirczy Starego (przełom XIV i XV wieku) miasto stało się główną rezydencją hospodarów wołoskich. Funkcje stolicy Târgoviște pełniło do czasów Konstantyna Brâncoveanu panującego w latach (1688–1718), który pozostawił miasto jako swoją rezydencję letnią, podczas gdy zimą funkcję tę przejął Bukareszt. Po jego śmierci stolica została przeniesiona już w pełni do Bukaresztu, co spowodowało postępujący regres gospodarczy i demograficzny miejscowości. 
W 1989 roku po wybuchu rewolucji w Rumunii, znienawidzony przez obywateli dyktator Nicolae Ceaușescu i jego żona Elena (pełniąca funkcję wicepremiera) próbowali uciec z kraju. Zostali jednak szybko ujęci. Postawiono ich przed naprędce zwołanym trybunałem, który uznał ich winnymi wszystkich postawionych zarzutów. Po wyroku tego trybunału zostali rozstrzelani 25 grudnia 1989 w Târgoviște.

## Sport
- CSM Târgoviște (piłka nożna)
- FCM Târgoviște (piłka nożna)

## Galeria

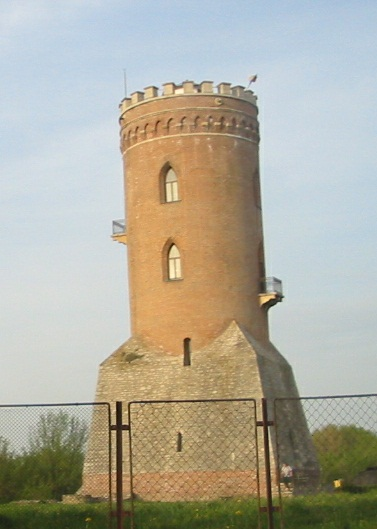
Târgoviște, wieża Turnul chindiei
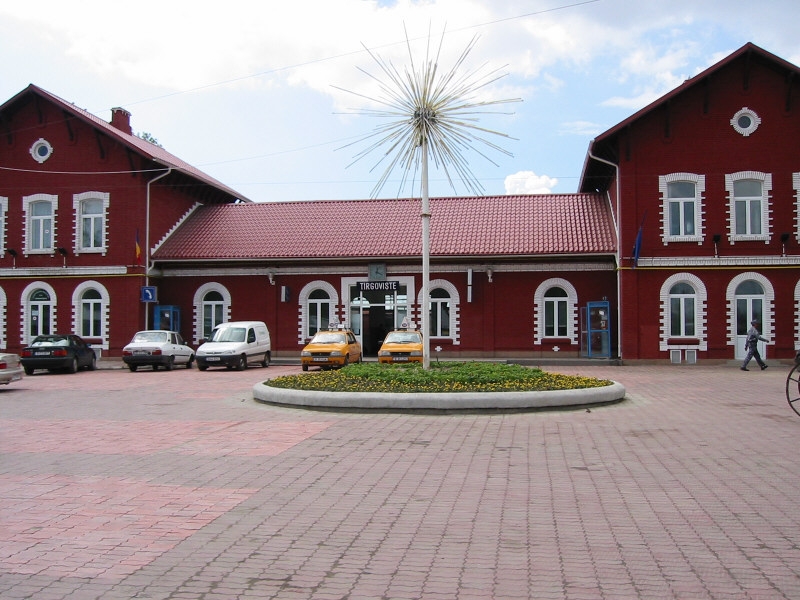
Dworzec kolejowy w Târgoviște
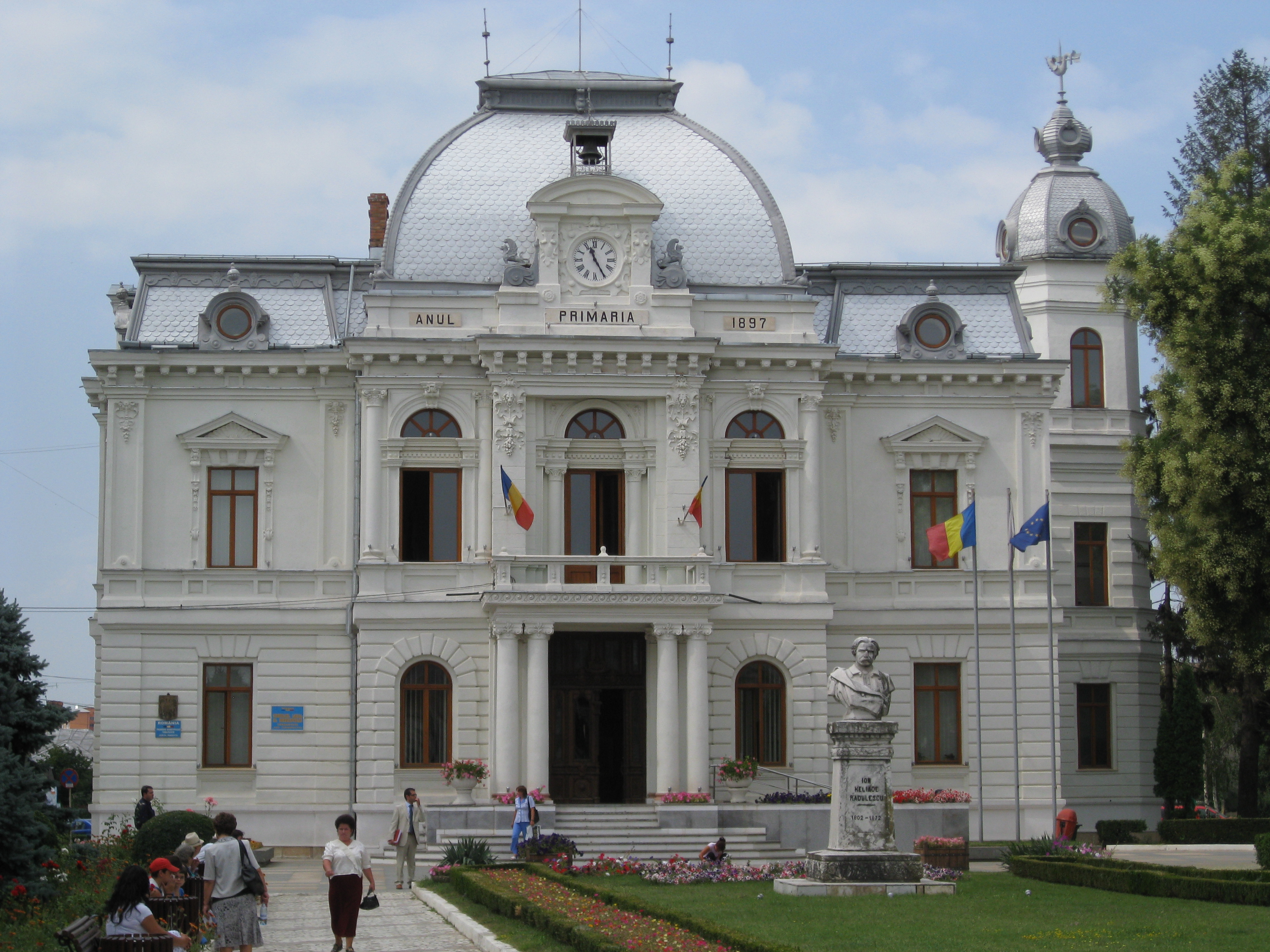
Ratusz w Târgoviște
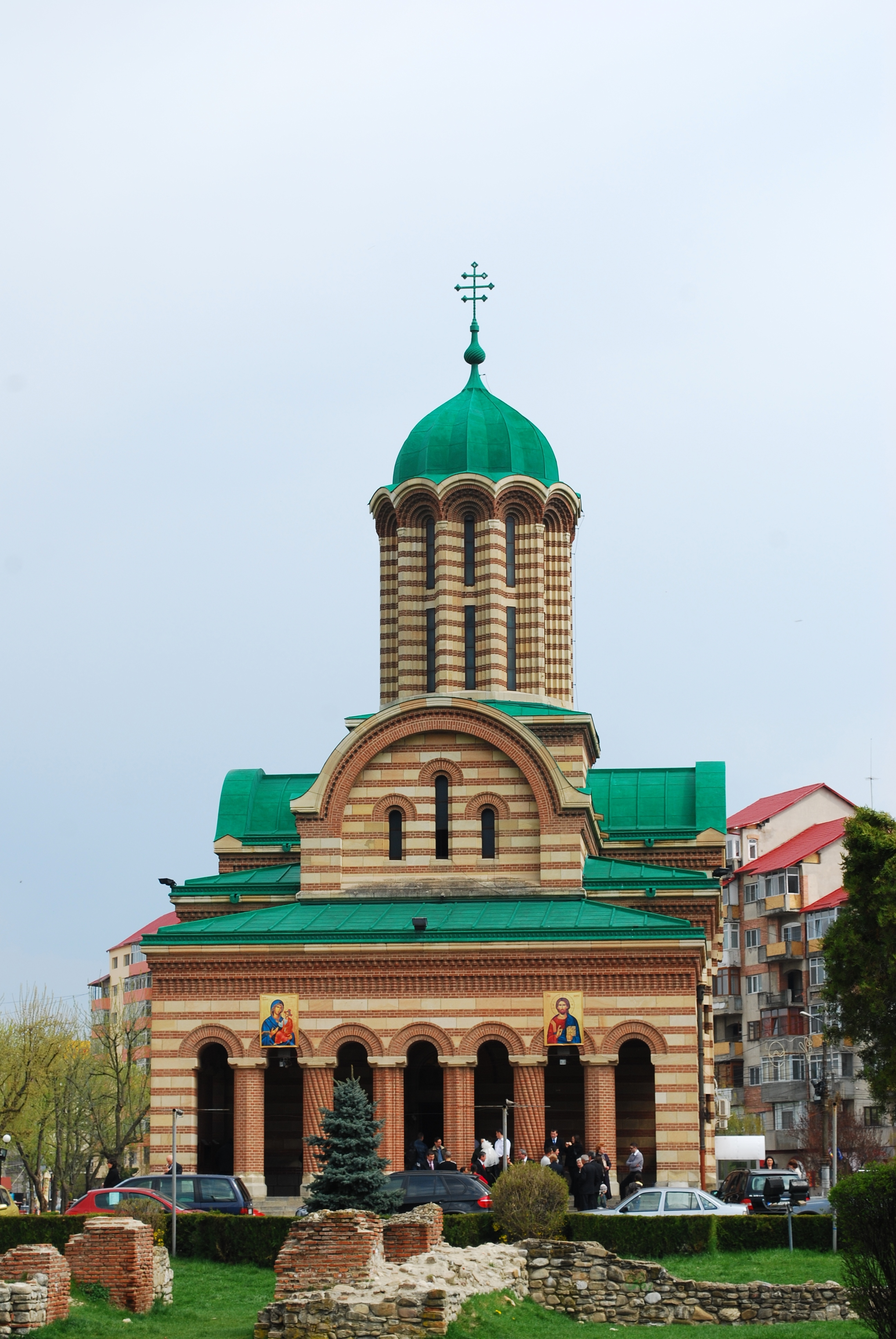
Prawosławna katedra w Târgoviște